# Wartenberg (böhmisches Adelsgeschlecht)

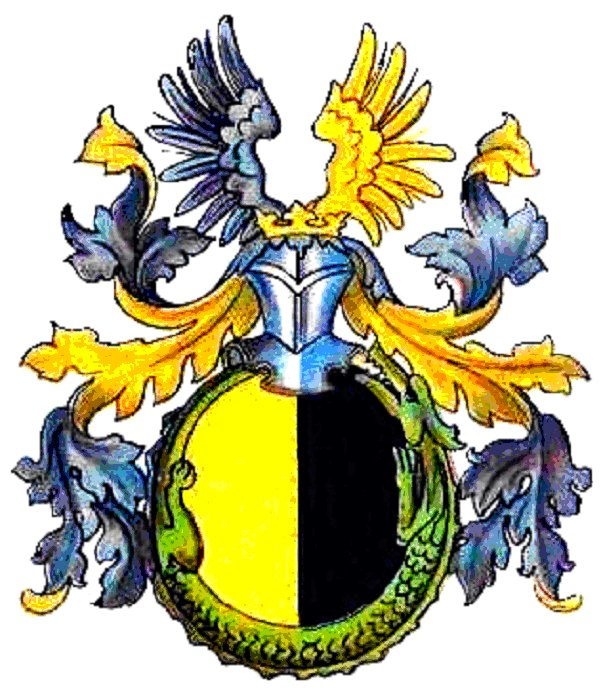
Wappen der Grafen von Wartenberg

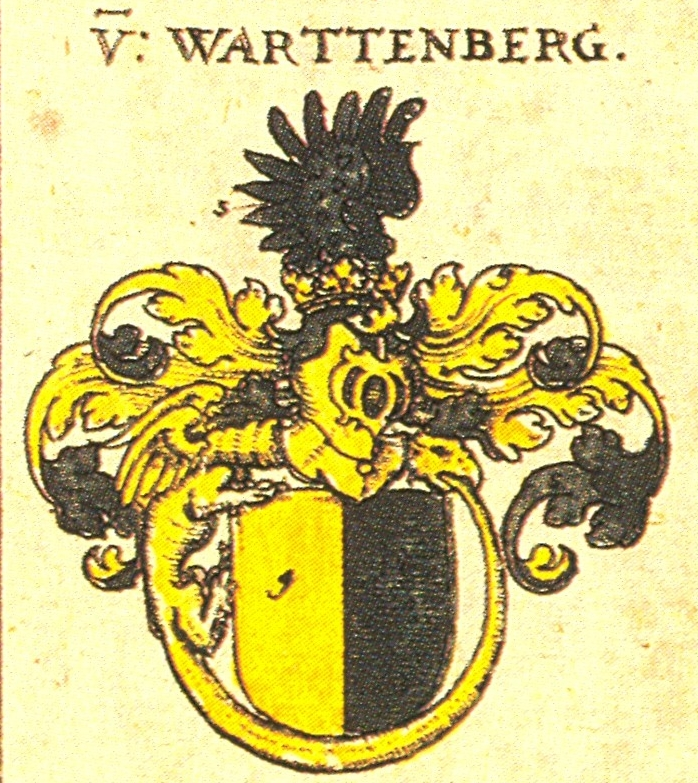
In Siebmachers Wappenbuch 1605

Die Herren von Wartenberg (Zwirzeticzky von Wartenberg, z Wartmberka, tschechisch z Vartenberka, auch Vartenberkové) waren ein böhmisches Herrengeschlecht aus der Sippe der Markwartinger (Markvartici), denen auch die Herren von Dietenicz, Lämmberg, Waldstein und von Zvířetic angehörten. Nach der von Franz Palacky in seiner „Geschichte von Böhmen“ veröffentlichten Stammtafel wurde das Geschlecht 1146 urkundlich mit Markwart und Hermann, Königlich böhmischer Marschall und Burggraf von Glatz, gestorben nach 1197, und den drei Söhnen des letzteren: Markwart, 1220 Burggraf von Tetschen; Hawel, Gründer der Burg Löwenberg (Lemberg), und Zawiš, Burggraf von Bunzlau, zuerst erscheint und mit Markwart z Brzezna, der 1270 die Burg Stráž (Wartenberg) bei Niemes erbaute, die ununterbrochene Stammreihe beginnt. Das Geschlecht nahm in der Rangordnung der alten Herrenstandfamilien vom Jahr 1501 den fünften Rang ein und verzweigte sich in zahlreiche Linien.
Das freiherrliche Haus von Wartenberg – Linie Tetschen erlosch mit Johann Georg, auf Rohosecz und Zbirow, dann auch auf Neuschloss und 1/4 von Böhmisch Leipa, 1617–1622 Mundschenk des böhmischen Königs Friedrich V. „Winterkönig“ und zur Enteignung verurteilt, starb 1647 als letzter männlicher Namensträger im Exil. Er war mit Sabine Pfalzgräfin zu Sulzbach verehelicht.
Nach dem Erlöschen der Wartenberg im Namensträgerstamm übernahmen die Grafen von Waldstein deren Titel als Grafen von Waldstein-Wartenberg.
Das Herrengeschlecht der Wartenberg in Böhmen ist nicht mit dem noch heute bestehenden uradligen Geschlecht von Wartenberg altmärkisch-nordthüringischer Herkunft verwandt.

## Historischer Überblick
Die Adelsfamilie von Wartenberg entstammte dem Geschlecht der Markwartinger. Diese erbauten im 13. Jahrhundert die Rollburg beim nordböhmischen Ort Wartenberg am Rollberg, nach der sich ein Zweig „von Wartenberg“ benannte.
Der Burggraf des Prager Schlosses und königlich böhmischer Mundschenk Beness, genannt „der Große“ von Straz († 1294), auf Wartenberg, Sohn des Markwart von Brzezno, der etwa ab 1270 die Burg Straz (deutsch Wartenberg bei Niemes in Nordböhmen) erbaute, führte als erster das Wappen der Herren von Wartenberg.
Auf seine Söhne aus drei Ehen gehen vier Linien des Geschlechts zurück:
I. Beness genannt der Ältere, auf Weliss und Giczin, Burggraf von Glatz, Kgl. böhmischer Mundschenk und Landrechtbeisitzer, gefallen im Kampf bei Mailberg am 11. März 1332, verehelicht mit Elisska von Drazicz.
II. Johann von Straz, Herr der Burg Wartenberg, belehnt 1308 mit der Burg Tetschen, Kgl. böhmischer Statthalter in Mähren, im Kampf gefallen bei Kostelecz 5. Januar 1316. Begründer des Freiherrlichen Hauses Wartenberg – Linie Tetschen.
III. Markwart, belehnt 1358 mit der Burg Weliss, Stammvater der erloschenen Linie Kumberg.
IV. Beness der Jüngere, verstorben 1358, Stammvater der erloschenen Linie Kost.

## Hinweise zu den vier Linien der Herren von Wartenberg
- Die „Wartenberg auf Kumburg“ (tschechisch Kumburští z Vartenberka) nannten sich nach der Burg Kumburk bei Nová Paka. Sie erloschen Anfang des 15. Jahrhunderts im Namensträgerstamm.

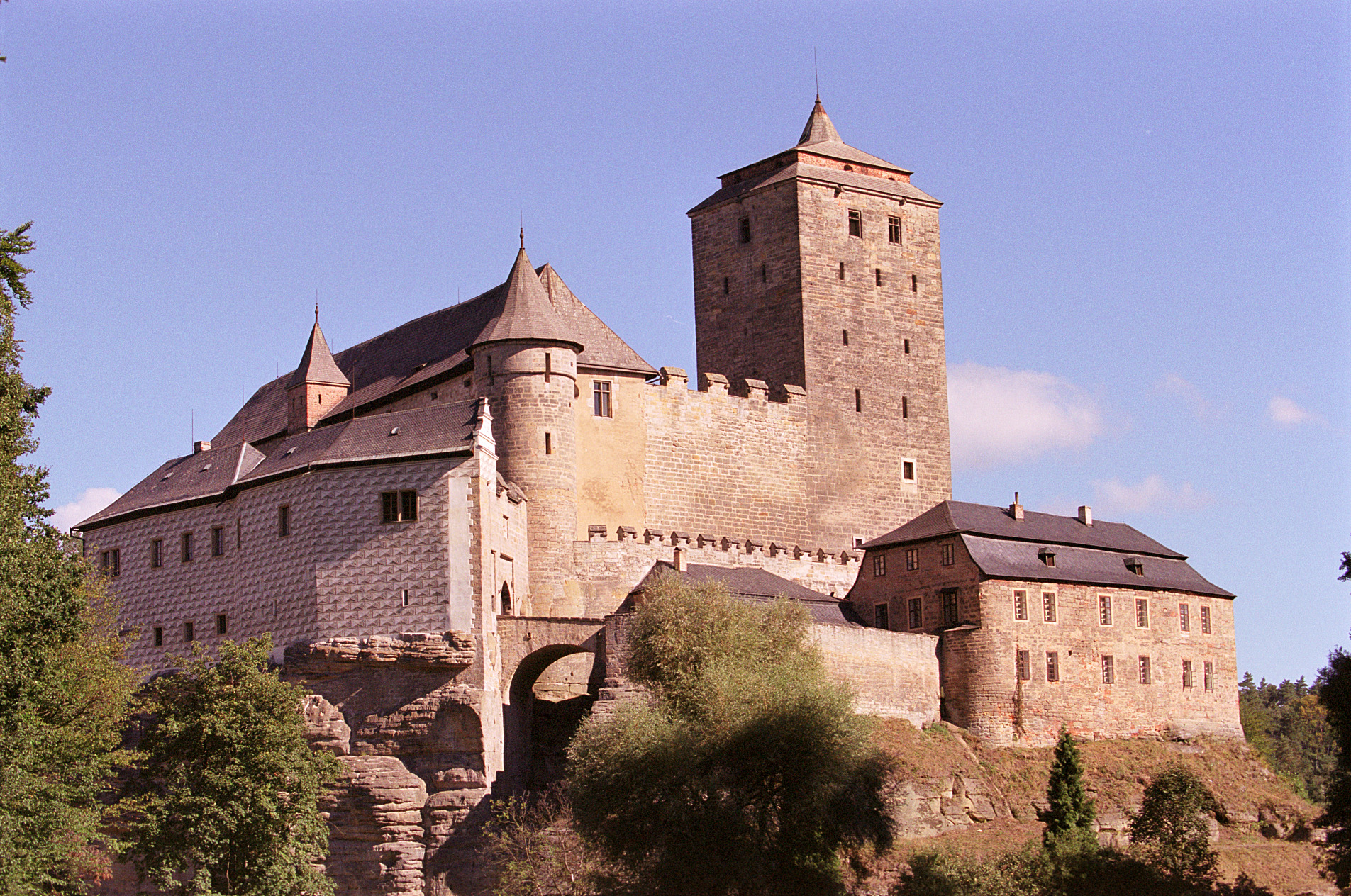
Burg Kost der Linie „Wartenberg auf Kost“

- Die „Wartenberg auf Kost“ ( tschechisch Kostští z Vartenberka) gehen auf einen Beness zurück, der Mitte des 14. Jahrhunderts die Burg Kost erbaute. Dessen Söhne nahmen führende Stellungen unter Karl IV. und Wenzel IV. ein. Ihnen gehörten weitere Ländereien bei Schloss Žleby, Schloss Hrubý Rohozec, Zbiroh u. a. Diese Linie erlosch Anfang des 15. Jahrhunderts im Namensträgerstamm aus.

- Den „Wartenberg auf Veseli“ (tschechisch Veselští z Vartenberka) gehörten Vysoké Veselí, Veliš, Jičín, Bydžov sowie weitere Ländereien. Der Oberstlandkämmerer Vinzenz von Wartenberg (Czeniek der Ältere) war Burggraf von Glatz, erbaute in der zweiten Hälfte des 14. Jahrhunderts die Burg Trosky, ist 1396 verstorben und war verehelicht mit Boleslawa („Bolka“) Prinzessin von Cosel und Beuthen († 1427), Tochter des Boleslaw Fürst von Cosel und Beuthen und der Margarethe Freiin von Sternberg.

Ihr Sohn Czeniek der Jüngere, war von 1408 bis 1414 königlich böhmischer Mundschenk, 1414–1420 Oberstburggraf zu Prag, und von 1413 bis 1420 Vormund des Ulrich II. von Rosenberg. Er war Ritter des ungarischen Drachenordens, dessen Sinnbild er in sein Wappen aufnahm, das fortan von den späteren Herren von Wartenberg in der Form eines grünen, den Schild rundherum umgebenden geflügelten Lindwurms geführt wurde. Zu Beginn der Hussitenbewegung stand er auf der Seite der Reformation, soll aber der Plünderungen von Burgen und Klöstern überdrüssig geworden sein und sich 1420 dem römisch-deutschen König Sigismund angeschlossen haben. 1423 wurde er von Jan Žižka in der Schlacht bei Horschitz (Hořice) vernichtend geschlagen. Er starb am 17. September 1425 und hinterließ den Sohn Heinrich, der am 26. Oktober 1434 unverheiratet starb. Dessen Bruder Machna, auf Weliss und Hradisstok (bei Neu-Bydzow), verstorben am 7. Februar 1438, setzte Hassek Freiherrn von Waldstein zum Erben ein. Ihre Schwestern Katharina († 3. Mai 1436) ehelichte Ulrich II. von Rosenberg († 1462), Königlicher Statthalter und Regent von Böhmen, und Anna (* 1403 ?) ehelichte Viktorin Freiherr von Kunstadt und Podiebrad. Sie sind die Eltern des Königs Georg von Podiebrad.
- Die Linie der „Wartenberg auf Tetschen“ bestand bis zur Mitte des 17. Jahrhunderts. Johann von Straz besaß im 13. Jahrhundert Wartenberg am Rollberg und Roll. 1305 erhielt er mit seinen Brüdern Tetschen, wo die Familie bis 1511 auf der dortigen Burg ihren Sitz nahm. Bedeutende Vertreter waren: Johann Frhr. von Wartenberg († 1410) auf Tetschen und Schreckenstein, Pfandherr von Pirna, 1396 Kgl. böhmischer Landvogt der brandenburgischen Neumark, Mitglied der Böhmischen Herrenstandsliga und sein Sohn Siegmund (genannt Dieczinsky) von Wartenberg, auf Tetschen und weiteren Besitzungen. Johann ist in Neuhaus in Böhmen 1438 verstorben und war verehelicht in 1. Ehe mit Margarethe von Kekerzicz, in 2. Ehe mit Agnes verwitwete Freiin Berka von Dub und Leipa, geborene Freiin von Sternberg.

Johann von Wartenberg, kgl. böhmischer Landvogt der Oberlausitz erhielt 1453 von König Ladislaus Posthumus von Böhmen und Ungarn einen Majestätsbrief mit der Verleihung des erblichen Mundschenkenamtes in Königreich Böhmen. Er starb in Bautzen am 14. November 1464 und war in 1. Ehe verehelicht mit Katharina Burggräfin von Dohna, in 2. Ehe mit Katharina (Elisabeth) Freiin von Kunstadt († 9. Februar 1480).
Der Oberst-Erblandmundschenk Johann genannt Zwirzenticzky Freiherr von Wartenberg, auf Dauba, Zebrak und Tocznik, ab 1528 auf Zwirzesticz, 1537–1542 Oberstburggraf zu Prag (* 1480; † 2. Oktober 1543), verehelicht mit Veronika von Leskowicz, deren Sohn Adam, auf Zwirzeticz über die Einnahmen von über 170 Grundherrschaften verfügte und Pfandbesitzer der erbuntertänigen Dörfer war. Dessen acht Kinder aus 3 Ehen folgten in den Besitzungen. Die Söhne bekleideten das vererbbare Amt des Oberstmundschenk am Prager Königshof und waren vielfach in führenden Stellungen tätig. Johann Georg von Wartenberg auf Rohosecz und Zbirow, dann auf Neuschloss und 1/4 von Böhmisch-Leipa, 1617–1622 Mundschenk des letzten evangelisch-lutherischen Königs von Böhmen Friedrich V. (Pfalz), genannt der „Winterkönig“, wurde nach der Schlacht am Weißen Berg von Kaiser Ferdinand II. enteignet. Er starb als letztes Mitglied dieses Familienzweigs 1647 in Bamberg.

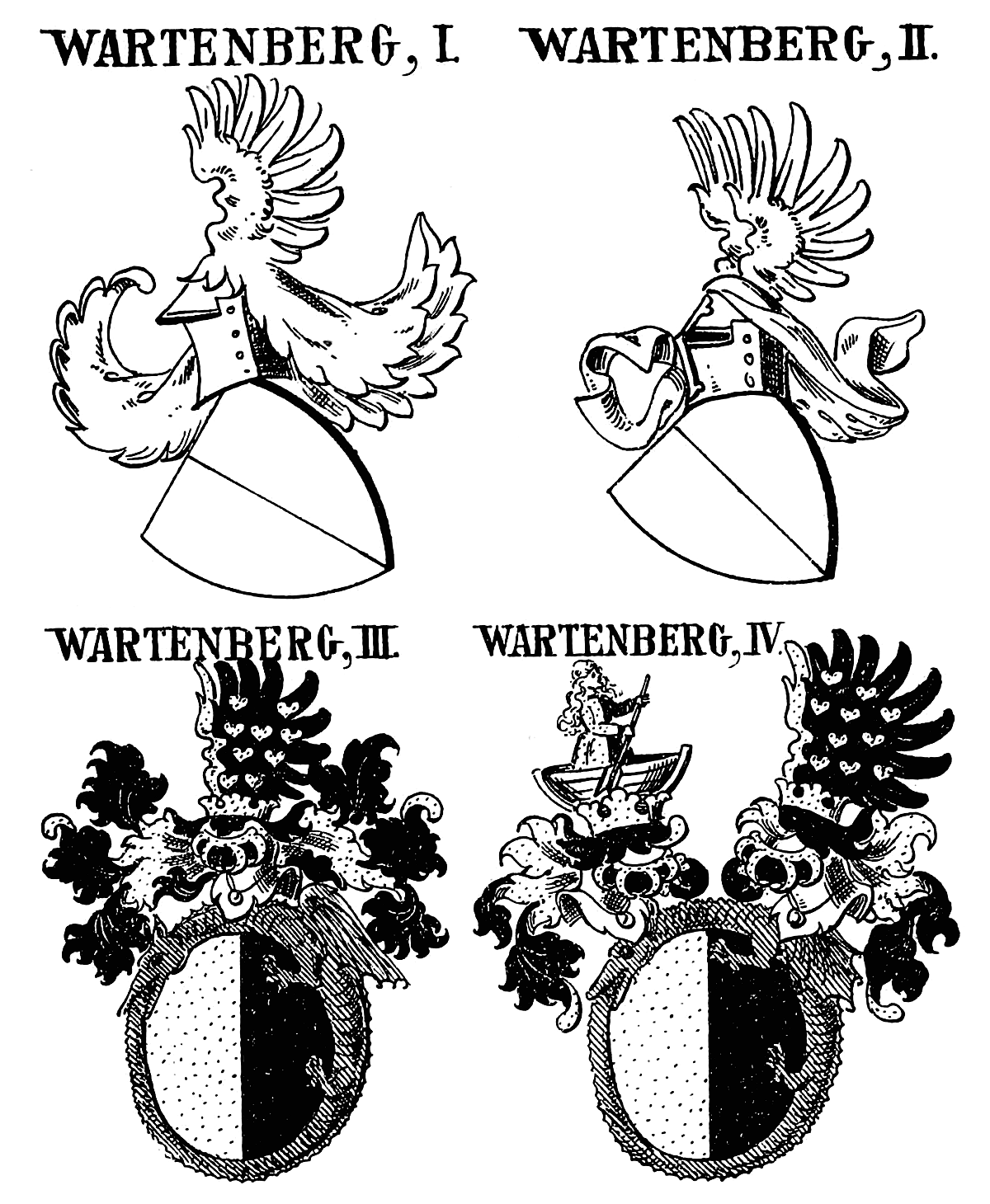
Vier Wappen derer von Wartenberg

## Wappen
a) angeblich ursprüngliches Wappen der Markwartinger: eine schreitende Löwin. (Vgl.: V. von Kral: Heraldika, Prag 1900, S. 26, 117, 209, 259 und 322)
b) Stammwappen: Von Gold und Schwarz gespalten; auf dem gekrönten Helm mit schwarz-goldenen Decken zwei mit goldenen Lindenblättern besäte schwarze Adlerflügel.
c) späteres Wappen der Erbmundschenken: Der Schild umwunden von einem grünen Lindwurm, und beseitet rechts von einer silbernen Kanne, links von einem goldenen Becher. Zwei gekrönte Helme, rechts das Stammkleinod, links ebenfalls mit schwarz-goldenen Decken auf braunem Kahn eine wachsende Jungfrau mit silber abfliegenden Kopftuch (alias Mann in schwarz-golden gespaltenem Wams), mit einem Ruder in den Händen.